# Zaluzianskya pusilla
Zaluzianskya pusilla är en flenörtsväxtart som först beskrevs av George Bentham, och fick sitt nu gällande namn av Wilhelm Gerhard Walpers. Zaluzianskya pusilla ingår i släktet Zaluzianskya och familjen flenörtsväxter. Inga underarter finns listade i Catalogue of Life.